# Palio de Piancastagnaio

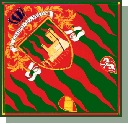
Étendard de la contrada Castello (depuis 1999).

Le Palio de Piancastagnaio est une ancienne manifestation populaire dédiée à la Madonna dell'Assunta dont l’apogée est constitué par une chevauchée, celle-ci se déroule à Piancastagnaio (Province de Sienne) le 18 août de chaque année.

## Les origines
Le Palio de Piancastagnaio est documenté depuis le  XVIe siècle par l'écrivain et historien Giovanni Antonio Pecci qui en parle dans son ouvrage La storia dei Comuni della Repubblica Senese en le situant en terre de Piano-Castagnaio  sur le versant oriental du mont Amiata. Il y décrit la division des terres en trois Terzi ou Terzieri, dont le premier, le plus ancien, s'appelle toujours le Castello, le deuxième le Borgo et le troisième Voltaia, ces deux derniers terzieri étant des extensions du premier domaine, créés dans l'ordre rapporté par les plus anciens livres de la cité. 
Y sont rapportés également le développement au Moyen Âge des voies de communication,  la construction des églises des diverses confraternités, celles des compagnies d'Armes et la formation des noyaux familiaux.
Le palio sous sa forme actuelle existe depuis 1952. Il fut programmé le jour de la fête la Madonna di San Pietro c'est-à-dire le 18 août. Pour donner une forte solennité au deuxième centenaire du couronnement de la Madone, il fut organisé une fête populaire reprenant l'ancienne tradition, dont l'apogée fut la course des chevaux sur la piste sportive.
Depuis le palio se déroule annuellement, sauf quelques interruptions provoquées par
la mise en place de mesures protégeant la race chevaline ou pour des raisons d'ordre public (1992).

## Programme et protocole
La fête débute en réalité le 10 août avec la présentation de l'étendard au peuple de Piancastagnaio et jusqu'au 15 août les contrades organisent des fêtes et des dîners dans leurs propres quartiers. 
Le 16 août après-midi les tamburins et les pages s'affrontent dans un tournoi musical et d'adresse appelé Asta e Bacchetta. Le soir des dîners (Cene Propiziatorie delle Contrade) sont organisés par chaque contrada dans les respectives places et rues. 
Le soir du 17 août et l'après-midi du 18 août se déroule le défilé historique des quatre quartiers en habits d'époque (cavaliers, dignitaires nobles dames, pages etc), qui en entrant au Stadio Communale donnent le départ du Palio di Piancastagnaio proprement dit.

### La course du Palio
La course du Palio se déroule en fin d'après-midi au Stadio comunale.
Le nombre de contrade participantes est de 4  (Borgo, Castello, Coro et Voltaia). Chaque contrada présente un cheval et un jockey à ses couleurs. La confrontation se déroule en une chevauchée de chevaux montés  « à cru » c'est-à-dire sans selle.
Après lecture du règlement et tirage au sort du placement à la corde, les concurrents prennent place au départ de l’épreuve.
Au signal ils se lancent et le gagnant est celui qui franchit en premier la ligne d’arrivée. 
Le gagnant remporte le palio, un étendard en soie précieuse.
Après la remise des prix, la soirée se termine par des festivités.

## Les quatre quartiers (contrade)
- Borgo (couleur jaune-bleu, emblème cheval )
- Coro (couleur rouge-noir, emblème  aigle )
- Castello (couleur rouge-vert, emblème château)
- Voltaia (couleur blanc-noir, emblème chêne )

## Sources
- Voir liens externes